# Madrona Andreu Miralles
Madrona Andreu Miralles   (Barcelona, 14 de novembre de 1892 - Barcelona, 8 de juny de 1983), coneguda com a Madronita Andreu, fou una fotògrafa i cineasta catalana.

## Biografia
Era filla del doctor Salvador Andreu i Grau, conegut pel xarop i les pastilles per a la tos que comercialitzava. Des de molt jove va desenvolupar una enorme passió per la fotografia i més tard va rodar pel·lícules. Durant anys es va dedicar a fotografiar i a filmar la família, els amics i l'entorn social, sense cap propòsit de fer conèixer l'obra més enllà de l'àmbit familiar. La seva obra fotogràfica, semblant a la representada en la coneguda revista Vogue, es pot descriure com una Vogue familiar, en què les persones del seu entorn i ella mateixa actuaven de models. Viatgera infatigable i esportista, va residir un temps a Nova York. Les seves imatges mostren la vida fascinant d'una dona absolutament cosmopolita.
Són també testimoni visual de les transformacions esdevingudes al llarg de la major part del segle xx, a través dels rostres dels qui l'envoltaven. Entre les més de 900 bobines de material en 16 mm filmades per Madronita Andreu, el realitzador José Luis López Linares va seleccionar el material amb què va editar la pel·lícula Un instante en vida ajena (2003). Aquesta pel·lícula va guanyar el premi Goya com millor documental de l'any 2004.

### Família
El 1919 es va casar a Barcelona amb el diplomàtic colombià Mauricio Obregón Arjona (1888-1924), amb qui va tenir tres fills, Mauricio (1921-1998), Marta (1923-2019) i María Obregón Andreu (1924-2023). Més tard es casà amb Max H. Klein (1906-1996), cònsol dels Estats Units a Barcelona, amb qui tingué una filla, Flora Klein Andreu (1935-).

### Relació amb el règim franquista
La família de Madronita Andreu tenia una certa relació de proximitat amb el dictador Francisco Franco, tal com mostren alguns dels enregistraments d'Andreu. Tanmateix, les imatges on el dictador apareix conversant de manera distesa amb membres de la família no han estat autoritzades pels hereus d'Andreu.